# ロードハウセイケイ
ロードハウセイケイ（学名：Porphyrio albus）は、ツル目クイナ科に属するセイケイの一種の鳥。絶滅種。オーストラリアの東方約600kmに位置する孤島ロード・ハウ島に生息していた。体色は白で、クチバシは朱色。飛ぶことはできなかったと考えられている。

## 絶滅の経緯
18世紀末にロード・ハウ島で採集された2体の標本、絵、旅行者の記述のみによって知られる。ロード・ハウ島は1788年にイギリス人によって発見されたが、1834年にこの島に人が住むようになったときにはすでに見られなくなっていた。原因については、立ち寄った船乗りの食用として乱獲されたためと考えられている。絶滅年代を1800年前後とする説もある。